# Eduard Lanz

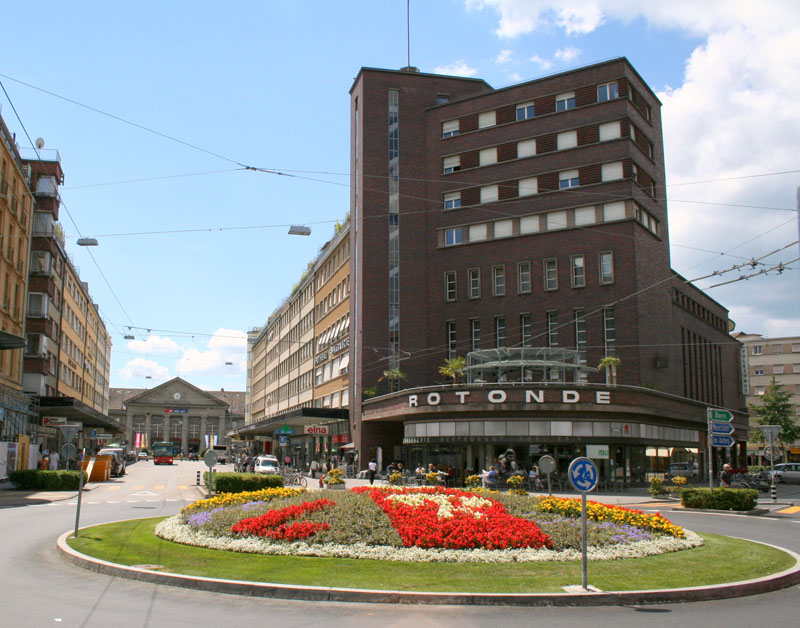
Das Volkshaus Biel, 1930–32

Eduard Lanz (* 23. April 1886 in Biel; † 19. November 1972 in Biel) war ein Schweizer Architekt.

## Leben
Der Urenkel von Georg Friedrich Heilmann und Sohn eines Arztes durchlief von 1897 bis 1905 das Progymnasium und Gymnasium in Biel. Nach einem Praktikum als Zimmermann in Münchenbuchsee, studierte er von 1905 bis 1910 an der ETH Zürich. In Deutschland vertiefte er seine Studien 1908/09 in München an der Ludwig-Maximilians-Universität. Nach kurzer Mitarbeit bei Joss & Klauser in Bern war er 1911–1915 mit der Bauleitung der Erweiterung des Hotel Palace in Lausanne-Ouchy, im Büro von Chessex und Chamorel betreut. 1916 ging er nach Berlin zu Bruno Möhring. Von 1917–18 Meisterschüler und Architekt bei German Bestelmeyer. Besuch der Königlichen Akademie der Künste und der Technischen Hochschule Berlin. In Deutschland lernte er die Gartenstadtbewegung kennen und trat der Sozialdemokratischen Partei Deutschlands bei. (1)
Nach der Rückkehr in die Schweiz 1919 erhielt er eine Anstellung im Baubüro der Schweizerischen Bundesbahnen in Basel, wo er unter anderem mit der Planung und Realisierung der Lokomotivremise in Biel beschäftigt war. Eduard Lanz heiratete 1921 Dora Paula Grütter (1889–1982) aus Burgdorf, zog nach Nidau und wurde Vater von 3 Kindern. (1)
Ab 1924 war er selbständiger Architekt in Biel. Dort trat er ebenfalls der Sozialdemokratischen Partei bei und unterstützte sie bei ihrem Anliegen, ein eigenes Volkshaus zu bauen. Sein soziales Engagement machte ihn in Biel und Umgebung in Zeiten der Wohnungsnot zum Pionier und Wegbereiter des gemeinnützigen Wohnungsbaus. (1)
Sein Interesse historische Bauten zu erhalten, untermauerte er mit der Restaurationen mehrere Kirchen, wobei sein aufwändigstes Projekt die Stadtkirche Biel war. 1935/36 gab er durch die Sanierungsmassnahmen der BIWO der Bieler Altstadt wieder ein schönes Aussehen. Als Architekt und Historiker beschäftigte er sich 1937 bis 1939 mit archäologischen Ausgrabearbeiten in Petinesca.
Seine Erfahrungen als Architekt gab er als Lehrer am Bieler Technikum weiter. 1953 setzte er sich für das Stimm- und Wahlrecht für Frauen im Kanton Bern ein. (1)

## Mitgliedschaften (Auswahl)
- Präsident des Schweizerischen Verband für Wohnwesen der Sektion Bern
- 1926/27 Vorstandsmitglied der Eisenbahnerbaugenossenschaft Biel
- 1928 M. im Bund Schweizer Architekten (B.S.A.) der Sektion Bern
- 1929 M. im Historischen Verein des Kantons Bern.
- M. der Schweizerischen Gesellschaft für Urgeschichte
- M. der Bieler Museumskommission
- M, der Kommission für die Prüfung der Erwerbung von Gemälden aus dem Nachlass des Malers Robert,
- M. der Schweizerischen Vereinigung zur Erhaltung der Burgen und Ruinen.
- 1938 M. und Gründer vom seeländischen Verein für Heimatforschung.
- 1939 bis 1947 Präsident vom Altstadtleist Biel
- M. und Obmann des Schweizer und Berner Heimatschutzes, Gründer der Sektion Biel, (1)

## Leistungen
- Engagement für die Verbreitung des „Modernen Bauens“ in Verbindung mit sozialem Engagement
- 1966 Auszeichnung mit dem Kulturpreis der Stadt Biel

## Werke (Auswahl)
- 1919/23 – Lokomotivremise – Biel
- 1923 – Ferienhaus des Arbeitervereins Kinderfreunde Biel - Magglingen (1)
- 1924 – Industriegebäude Cosmos, Fahrradfabrik – Biel
- 1926 – 1945 Genossenschaftliche Siedlungen: Rennweg, Falbringen, Möösli, Champagne und Linde, Biel & Siedlung Hofmatten, Nidau
- 1927 – Wohnhaus Emil Schibli – Lengnau
- 1929 – Kinderferienheim Bärgsunne der Ferienversorgung Nidau – Schwanden
- 1929 – Umbau Ernst Möschler Haus – Nidau
- 1931 – Umbau vom alten Schulhaus (heute Gemeindehaus) – Nidau (1)
- 1932 – Volkshaus – Biel
- 1933 – Eigenheim (Zwei-Familienwohnhaus) Lanz – Biel
- 1934 – Drei-Familienwohnhaus Lanz / DeLuca – Biel
- 1935 – Umbau vom Clubhaus des Schweizerischen Frauenalpenklubs (SFAC) – Les Prés d’Orvin (1)
- 1936 – Weekend-Haus Hugor Renfer – Thunersee
- 1937 – Weekend-Haus Walter Roth – Neuenburgersee
- 1939 – Zofingerhaus Bern
- 1940 – Holzlagerschopf der Burgergemeinde – Biel (1)
- 1940 – Wyttenbach-Haus (evang.-ref. Kirchgemeindehaus) – Biel (Ausmalung Grosser Saal durch Walter Clénin)
- 1946 – Restaurierung vom Venner-Haas-Turm – Biel
- 1947 – Erweiterungsbauten vom Bezirksspital – Biel
- 1950 – Schwesternhaus – Bellelay
- 1950 – Restaurierung der Kirche Vinelz – Vinelz
- 1952 – Verbindungstrakt fürs Stadttheater – Biel (1)
- 1959 – Umbau der 1919 erstellten Kapelle Magglingen - Magglingen
- 1960/61 – Uhrenfabrik Milus – Biel
- 1962/63 – Restaurierung der Kirche Ligerz – Ligerz
- 1967 – Studentenfoyer "Römerquelle" – Biel
- 1969/71 – Sanierung/Restaurierung Stadtkirche St. Benedikt – Biel

sowie weitere Mehrfamilien- und Wohnbauten, Weekend-Häuser, Ferienhäuser Naturfreunde, Sanierungen und Restaurierungen.

## Archivalien
- Archivbestand : Eduard Lanz (1910–1972). ISIL: CH-001538-7 0004 Eduard Lanz. Archives de la construction moderne der EPFL, Lausanne, Schweiz.